# Шловренц
Шловренц (словен. Šlovrenc) — поселення в общині Брда, Регіон Горишка, Словенія. Висота над рівнем моря: 145,8 м.